# Halt im Gedächtnis Jesum Christ
Halt im Gedächtnis Jesum Christ (BWV 67) is een religieuze cantate gecomponeerd door Johann Sebastian Bach.

## Programma
De cantate is geschreven voor de zondag Quasimodo geniti, de eerste zondag na Pasen, ook genoemd Beloken Pasen en werd voor het eerst uitgevoerd op 16 april 1724 in de Thomaskerk te Leipzig. Deze cantate behoort tot de eerste cantatejaargang.
Op de eerste zondag na Pasen wordt in kerken traditioneel gelezen uit:
- 1 Johannes 5, vers 4-10 (over het geloven in Jezus en God);
- Evangelie volgens Johannes 20, vers 19-31 (over de verschijningen van Jezus na zijn opstanding en de ongelovige apostel Thomas).

Centraal op deze 1e zondag na Pasen staan de gemengde gevoelens van twijfel en blijdschap over de opstanding.

## Tekst
De tekstdichter is onbekend.
1. Koor: Halt im Gedächtnis Jesum Christ
2. Aria (tenor): Mein Jesus ist erstanden
3. Recitatief (alt): Mein Jesu, heißest du des Todes Gift
4. Koraal (koor): Erschienen ist der herrlich Tag
5. Recitatief (alt): Doch scheinet fast
6. Aria (bas, sopraan, alt, tenor): Friede sei mit euch!
7. Koraal (koor): Du Friedefürst, Herr Jesu Christ

## Muzikale bezetting
De cantate is geschreven voor vierstemmig koor, de solozangstemmen alt, tenor en bas, en voor de muziekinstrumenten trompet, hoorn, hobo d'amore, traverso, viool 1 en 2, altviool en basso continuo (incl. orgel).

## Toelichting
De tekst van het openingskoor (en dus de titel van de cantate) is afkomstig uit II Timoteüs 2, vers 8 (Houd Jezus Christus in gedachten...).
Het thema van de zondag komt tot uitdrukking in de tenoraria (no. 2), Mein Jesus ist erstanden, Allein, was schreckt mich noch? (Mijn Jezus is opgestaan, maar waarom heb ik toch nog angsten?). Het eerste koraal (no. 4) is het eerste couplet uit het koraal Erschienen ist der herrlich Tag, waarvan zowel de tekst als de melodie geschreven is door Nikolaus Herman.  De bas- en kooraria (no. 6) is een duet tussen de bas-solo (door Bach vaak gebruikt als de stem van Christus) en de overige stemmen (tenor, alt en sopraan) in het koor. De bas citeert Jezus' woorden uit de lezing uit het evangelie volgens Johannes op het moment dat hij aan zijn leerlingen verschijnt (Ik wens jullie vrede!). Het koor zingt over de vreugde van de leerlingen (en de mensheid) over deze verschijningen. In de muziek is de strijd te horen tussen de vrede van Jezus en de buitenwereld waar gevaar dreigt: felle violen worden afgewisseld met de serene rust waarmee de bas het Friede sei mit euch! zingt. Bach zou de muziek van deze aria in 1735 hergebruiken voor het Gloria in de Mis in A majeur (BWV 234).
Het slotkoraal (no. 7) is het eerste couplet van het koraal Du Friedefürst, Herr Jesu Christ, geschreven door Jakob Ebert met muziek van vermoedelijk Ludwig Helmbold.
Wie de teksten van de recitatieven en de aria's heeft geschreven, is onbekend, mogelijk was dit Salomo Franck.